# Henry Per-Erik Theel
Henry Per-Erik Theel (14 tháng 11 năm 1917 - 19 tháng 12 năm 1989) là một ca sĩ nổi tiếng người Phần Lan. Ông là một trong những giọng ca danh tiếng nhất của thể loại nhạc nhẹ Phần Lan trong thập niên 1940 và là một trong những người đầu tiên hát các bản tango nổi tiếng. Ông cũng là người đầu tiên hát các bài thuộvc thể loại samba vào năm 1948 khi dòng nhạc này mới du nhập vào Phần Lan. Những năm thành công nhất trong sự nghiệp của ông là thời gian hát các tác phẩm của Toivo Kärjen. Một số bài hát nổi tiếng với giọng ca của Henry Theel là "Cây thanh hương trà" (Syyspihlajan alla, 1942), "Hoa huệ tây" (Liljankukka, 1945), "Anna-Liisa" (1947), "Marja-Leena" (1949), "Tiếng đàn balalaica nhẹ nhàng" (Hiljaa soivat balalaikat), "Người ca sĩ nghèo" (Köyhä laulaja, 1950), "Vùng đất thần tiên" (Satumaa, 1955), "Con đường đi tới sự lãng quên" (Kuinka voit unhoittaa, 1963), "Người tá điền tại vườn quả" (Metsätorpan Marjatta, 1963). Theel cũng là một trong các diễn viên trụ cột của nhà hát nhạc kịch "Cối xay gió Đỏ" (Punainen Mylly). Là một ca sĩ giọng tenor, ông được người hâm mộ ví như "Tino Rossi của Phần Lan".

## Danh sách nhạc phẩm
Henry P. Theel đã tham gia trong hơn 500 bài hát và vai diễn trong suốt sự nghiệp của mình.

### Album
- Henry Theel tänään (1970, Finnlevy)
- Kulkurin kaiho (1972, Finnlevy)
- Tatjaana tanssii (1975, PSO)
- Kultainen nuoruus (1976, PSO)
- Stadin kundi (1976, PSO)
- Henry Theel (1977, PSO)
- Henry Theel sjunger på svenska (1977, PSO)
- Oloneuvos (1978, PSO)
- Onnemme aika (1980, PSO)
- Tiritomba (1982, Levytuottajat)
- Liljankukka (1983, Finnlevy)

### Tuyển tập
- Henry Theel (1968, Finnlevy)
- Henry Theel 2 (1970, Finnlevy)
- Orpopojan valssi (1975, Fonovox)
- Unohtumattomat (1978, Finnlevy)
- Henry Theel laulaa (1982, Finnlevy)
- Henry Theel 1917−1989 (2-LP, 1991, Finnlevy)
- Henry Theel − Unohtumattomat 1 (1993, Fazer Finnlevy)
- Henry Theel − Unohtumattomat 2 (1994, Fazer Finnlevy)
- 20 suosikkia − Liljankukka (1999, Warner Music)
- Eron hetki on kaunis (2002)
- Jokaiselle jotakin (2007)
- Kotimaan sävel (2008)
- Kyyneleitä (2010)

### Tiếng Phần Lan
- Henry Theelin haastattelu (YLEn Elävä arkisto)
- Syyspihlajan alla Lưu trữ ngày 26 tháng 12 năm 2005 tại Wayback Machine (RealAudio, Virtual Finlandin sivulta)
- Eron hetki on kaunis[liên kết hỏng]
- Kansallisbiografian artikkeli (maksullinen)